# ZX Auto
ZX Auto — китайский автопроизводитель пикапов.

## История

### Предыстория
Компания возникла в 1949 году как мастерская по ремонту военной техники в городе Баодин.
В начале 1970-х годов начала сборку лёгкого грузовика BJ130 — выпускаемой заводом BAW по лицензии японской модели Isuzu Elf.
С 1988 года начато под брендом Tianye производство на базе BAW BJ 212 пикапов и внедорожников — пикапа Tianye BQ123 и на его базе внедорожник BQ523A, пикап Tianye BQ103 и на его базе внедорожники Tianye BQ6470 и BQ6470.

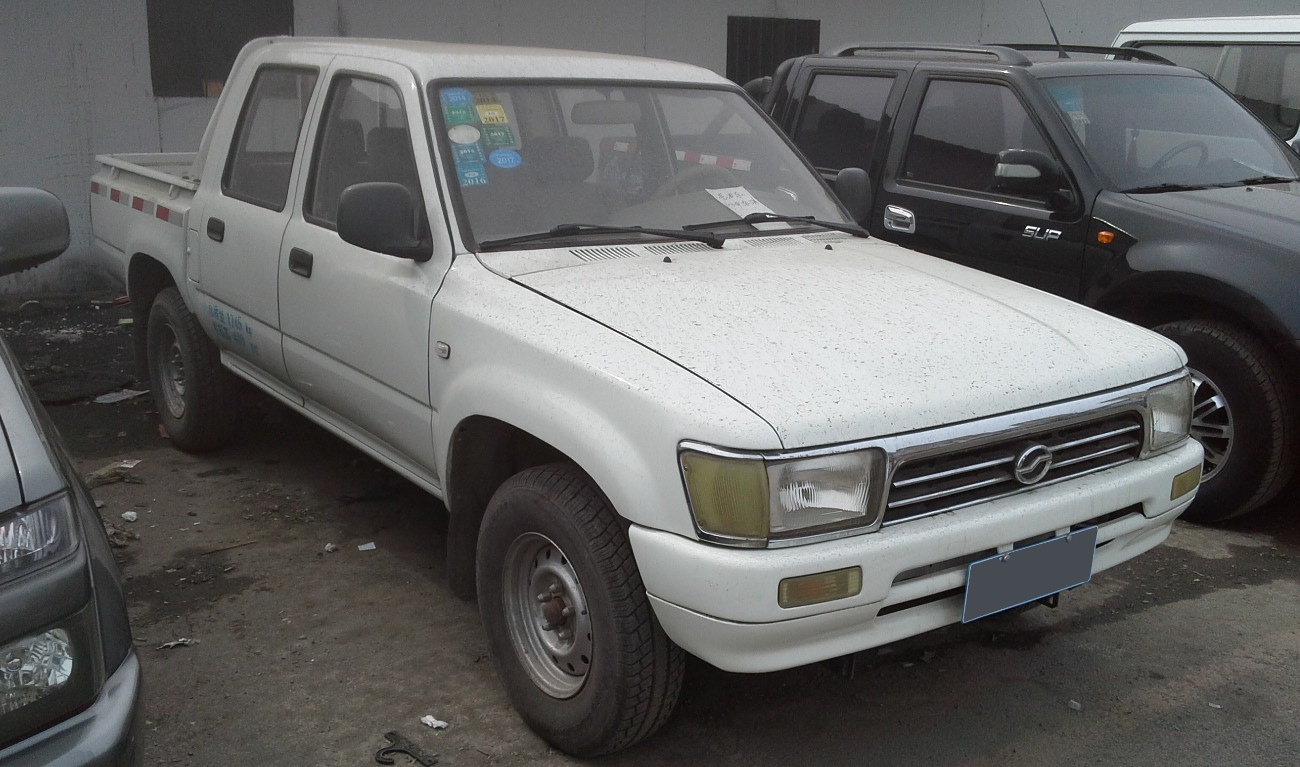
Tianye Admiral

Производство было небольшим — порядка тысячи машин в год, но продажи шли успешно, и местное правительство создаёт автомобильную группу Tianye Automobile Group, в которую входит старый автомобильный завод в Баодине, несколько других предприятий по производству запчастей, и взяв кредиты, инвестировала 500 миллионов юаней в строительство нового крупного завода в Хэбэй — Hebei Zhongxing Automobile Manufacturing — мощностью 50 000 автомобилей в год.
Планировалось на новом заводе производство в Китае по лицензии Toyota пикапа Toyota Hilux, однако, сделку заключить не удалась, и компания начала нелицензионное копирование Hilux, используя формы, импортированные из Тайваня от Taiwan Unite Leading Company — пикап Tianye BQ1020 и внедорожник BQ5020.
Но продажи оказались провальными, и набравшая кредитов компания была обанкрочена.

### с 1999 года
В 1999 году 60 % акций группы выкупила Brilliance, Tianye сохранила за собой остальные 40 %, компания была переименована в Zhongxing Automobile.
В 2000 году, сменив бренд вместо Tianye на Zhongxing или ZX Auto, заключив лицензионное соглашение с Toyota, на платформе Toyota Hilux шестого поколения было начато производство внедорожника и пикапа Admiral.
В 2002—2007 годах происходит ряд слияний и поглощений связанных с национализацией Brilliance, Tianye Group ликвидируется, а завод Hebei Zhongxing Automobile приобретается связанным с основателем Brilliance бизнесменом Янгом Ронгом менеджером Сяо Вэй (53 %), тайваньской компанией Taiwan United (33 %) и двумя инвестиционными фондами.
В конце 2006 года копания выводит новую модель — внедорожник ZX Landmark, а в 2007 году пикап версия Admiral выводится в отельную модель - ZX Grand Tiger.
В начале 2010-х годов совместно с GAC Group планирует выпуск легкового автомобиля, но права на модель переходят к GAC, выпуск субкомпактного кроссовера Urban Ark не имеет успеха.

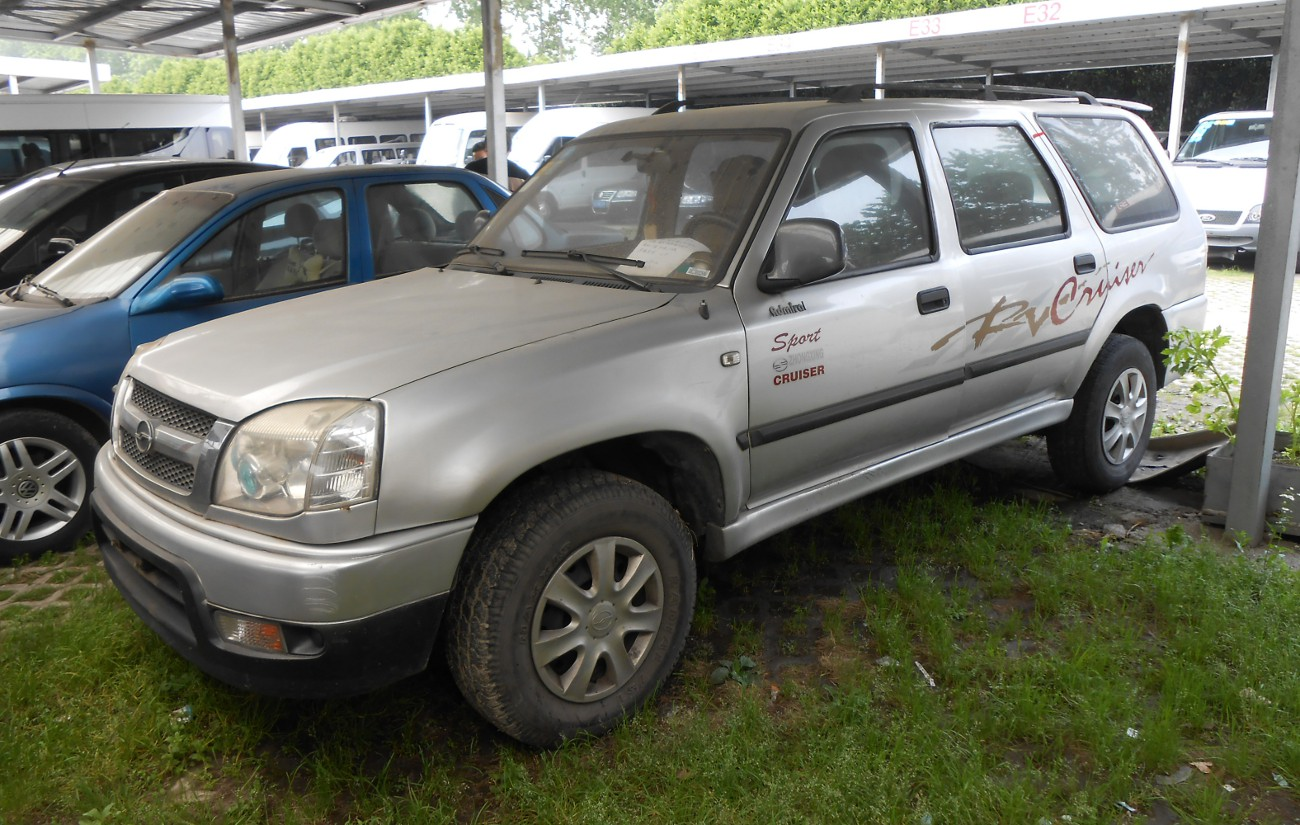
ZX Admiral
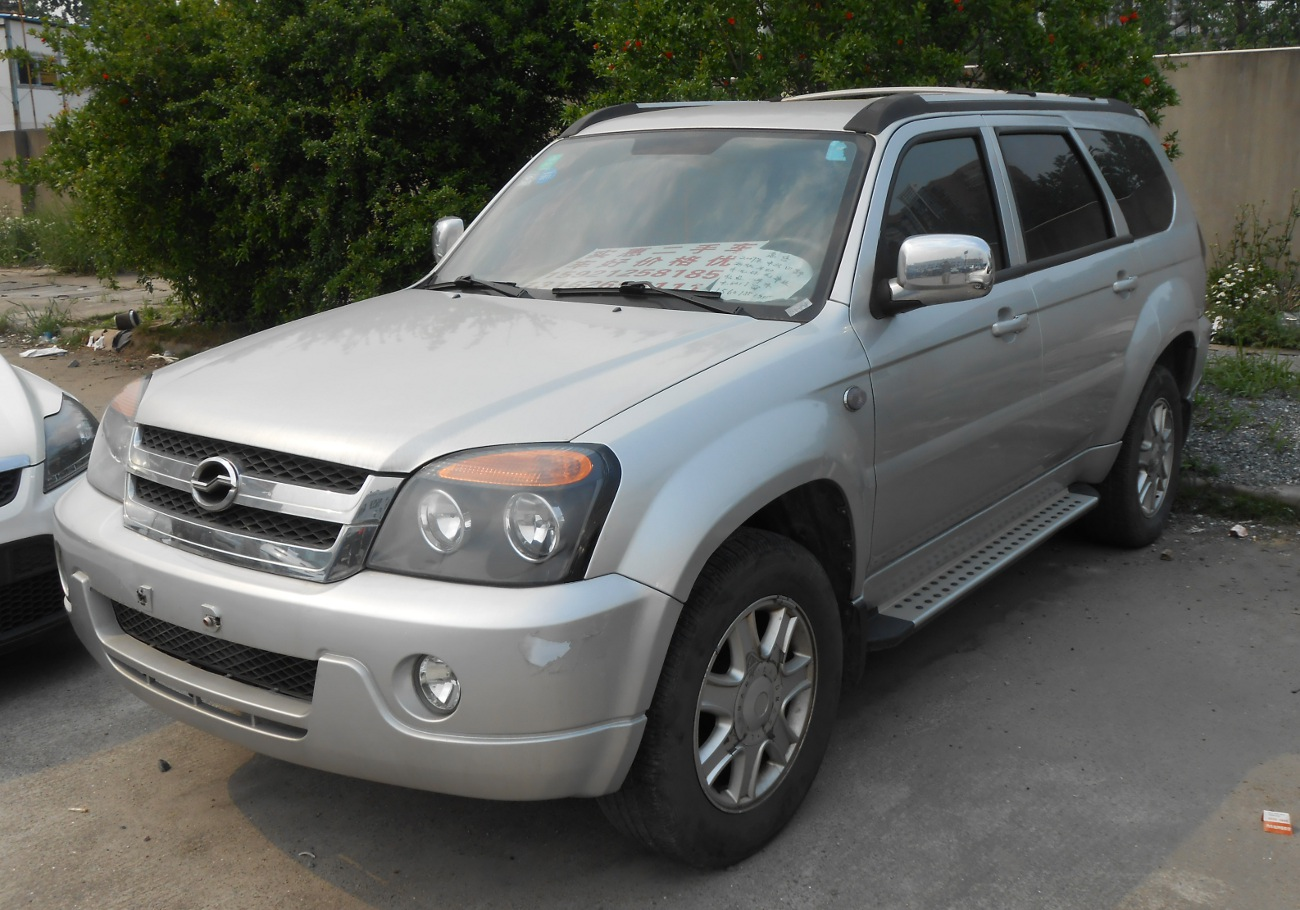
ZX Landmark
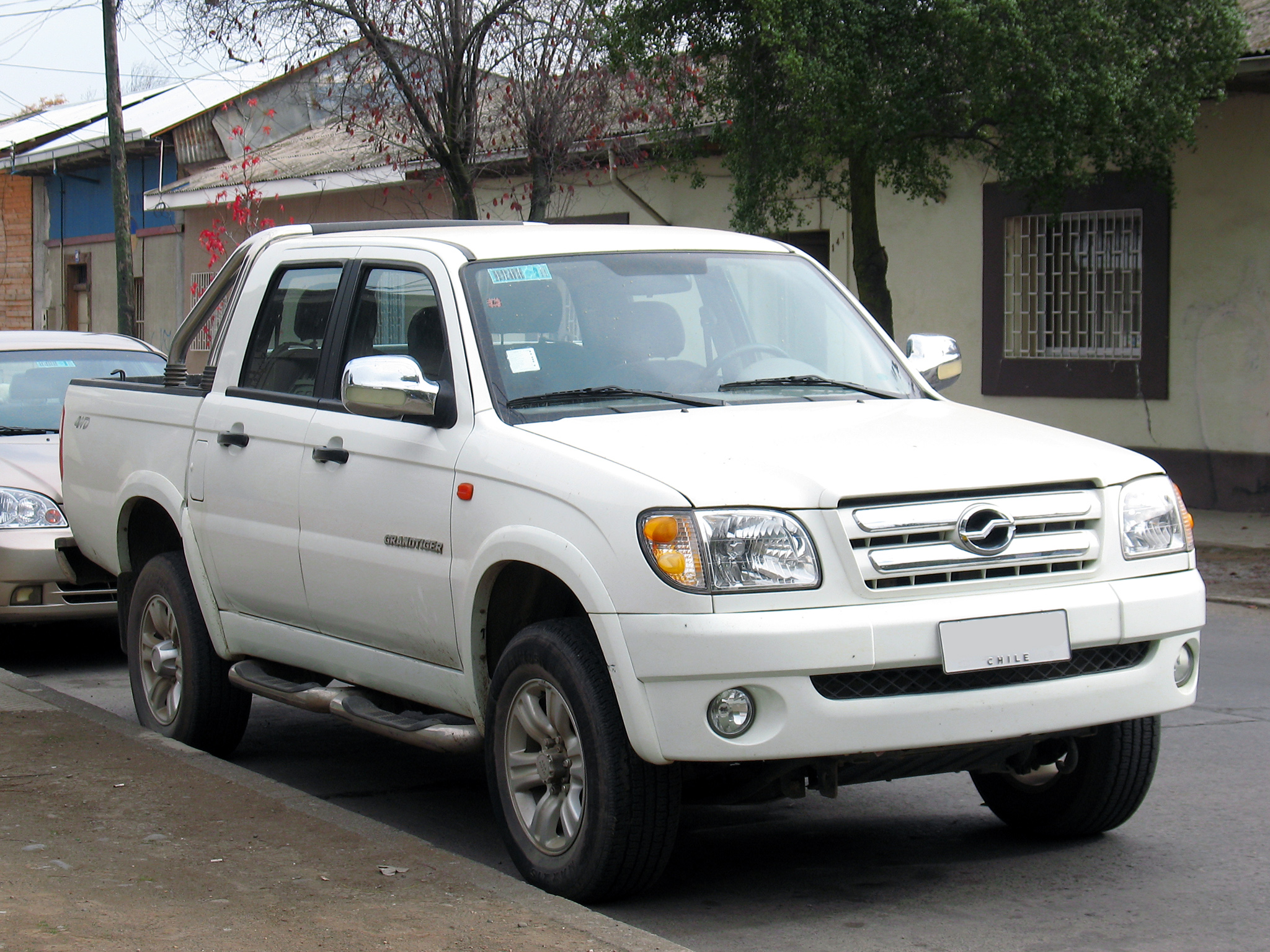
ZX Grand Tiger
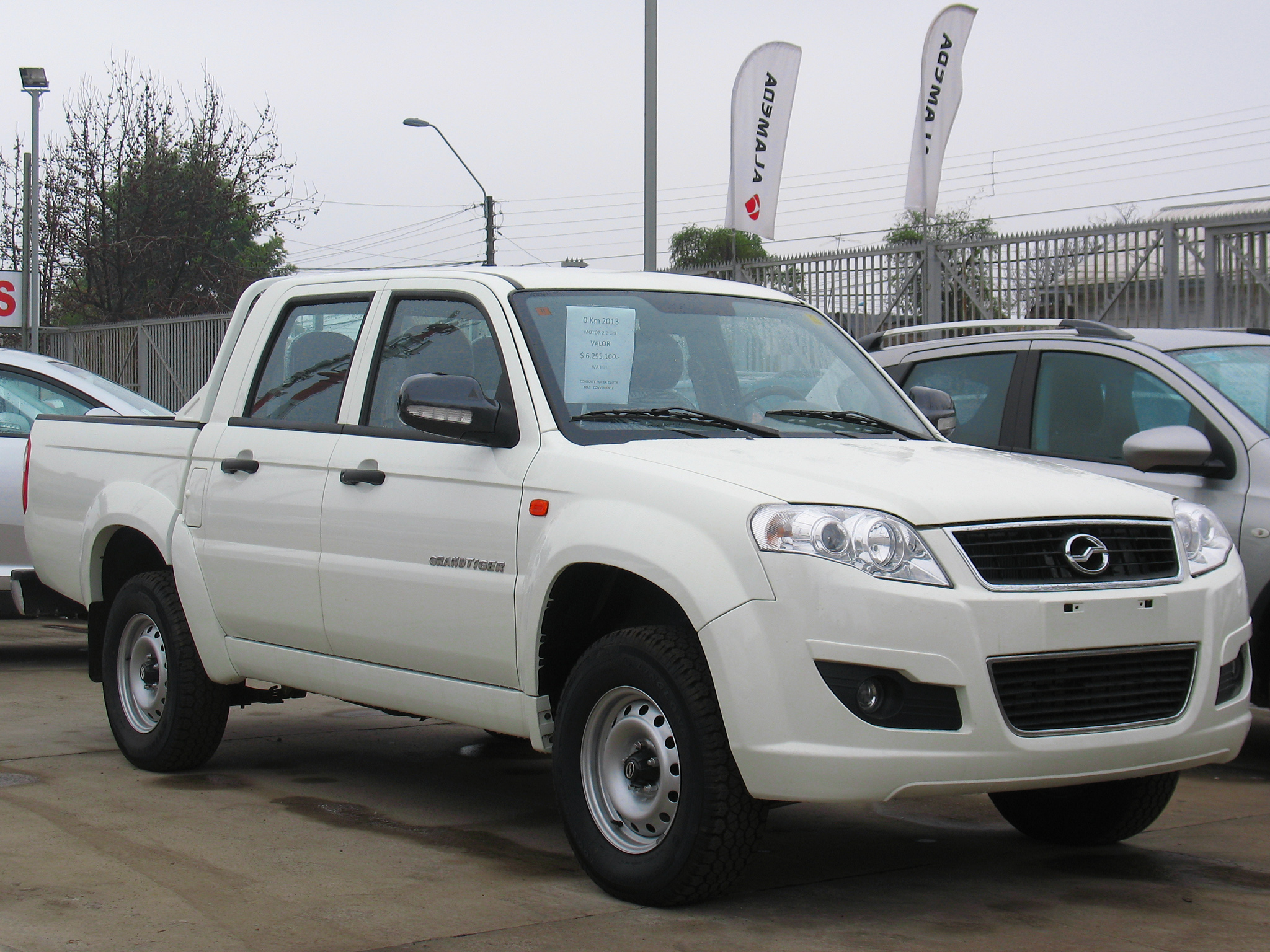
ZX Grand Tiger
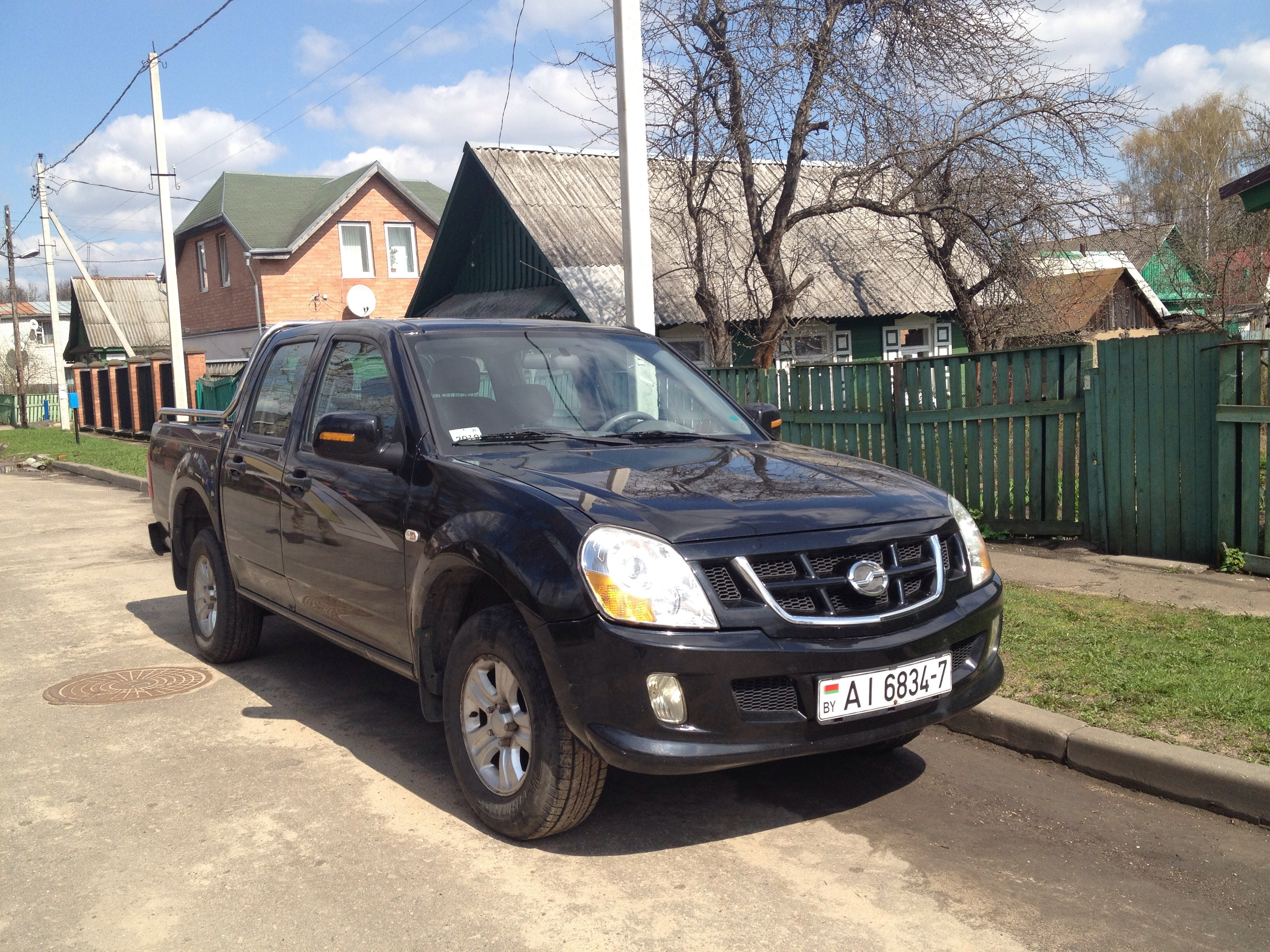
ZX Changling

«Звёздным часом» для компании становится 2011 год: ещё в 2009 году шесть тысяч пикапов ZX Grand Tiger были поставлены в Ливию, и когда в 2011 году началась Гражданская война в Ливии эти пикапы активно использовались в боевых действиях как правительственными войсками так и оппозицией, некоторое число пикапов позже использовалось боевиками в Гражданской войне в Сирии. 

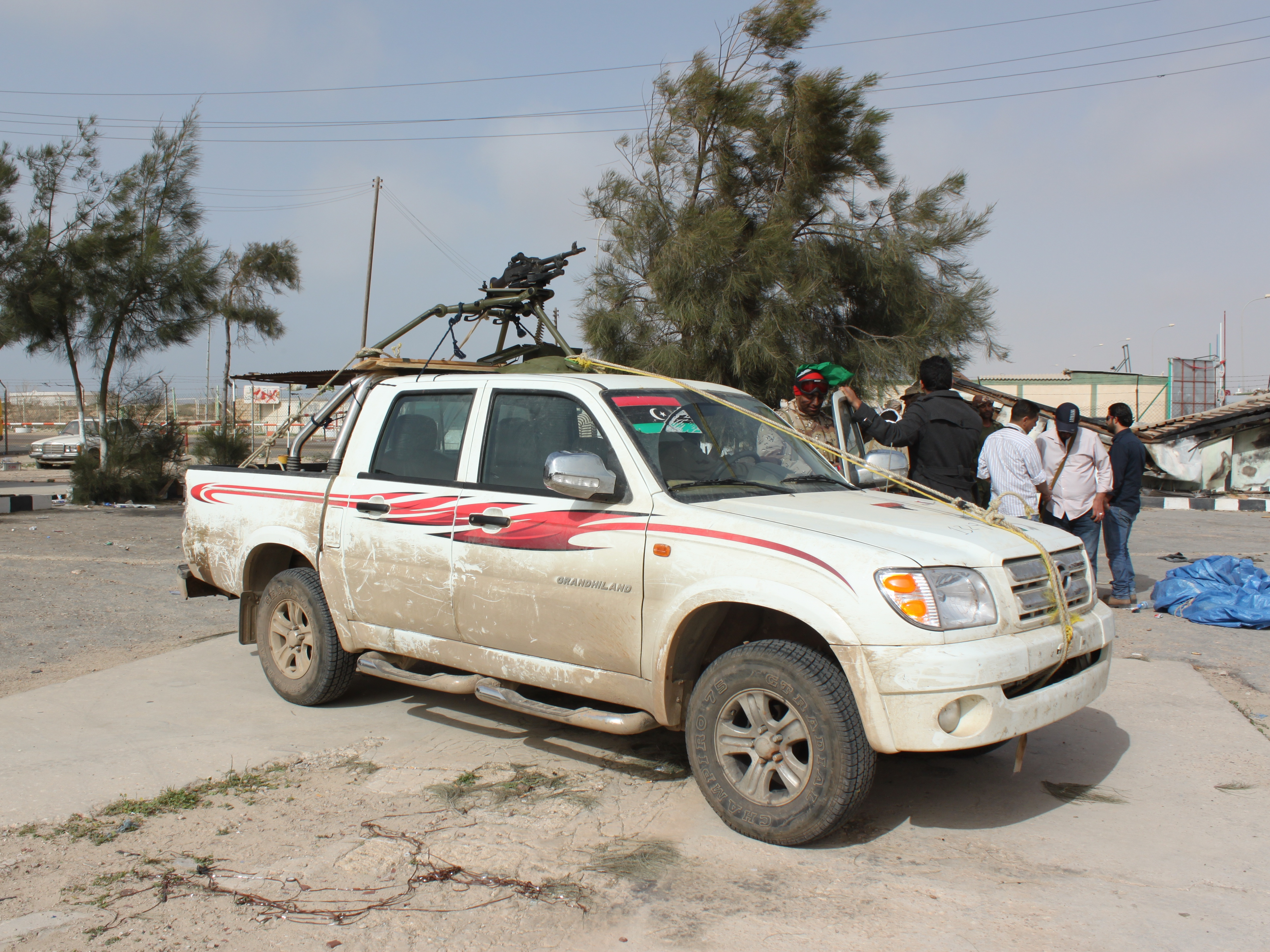
пикап формирований ПНС в Ливии
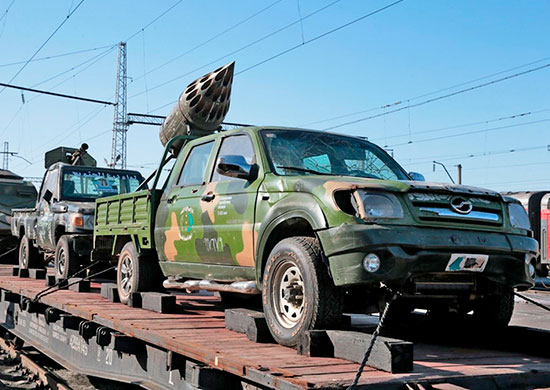
пикап боевиков захваченный ВС России в Сирии

Получив определённый имидж, на Шанхайском автосалоне 2013 года ZX Auto представив пикап в «ливийском стиле» с уже установленным станком для пулемёта, компания завершает производство внедорожника Landmark и сосредотачивается на выпуске только пикапов.
ZX Grand Tiger становится основной моделью компании, в 2016 году к нему добавился пикап ZX Terralord (Weishi 1986), в 2021 году — пикап ZX Grand Lion(Weishi 1949).
На 2023 год компания производит исключительно пикапы, три модели, однако, не является крупной по объёмам продаж: так за первое полугодие 2022 года реализовала 7 252 пикапа, для сравнения у Great Wall Motors продажи только одной модели пикапа Poer за этот же год в 10 раз больше — около 71 тысячи.

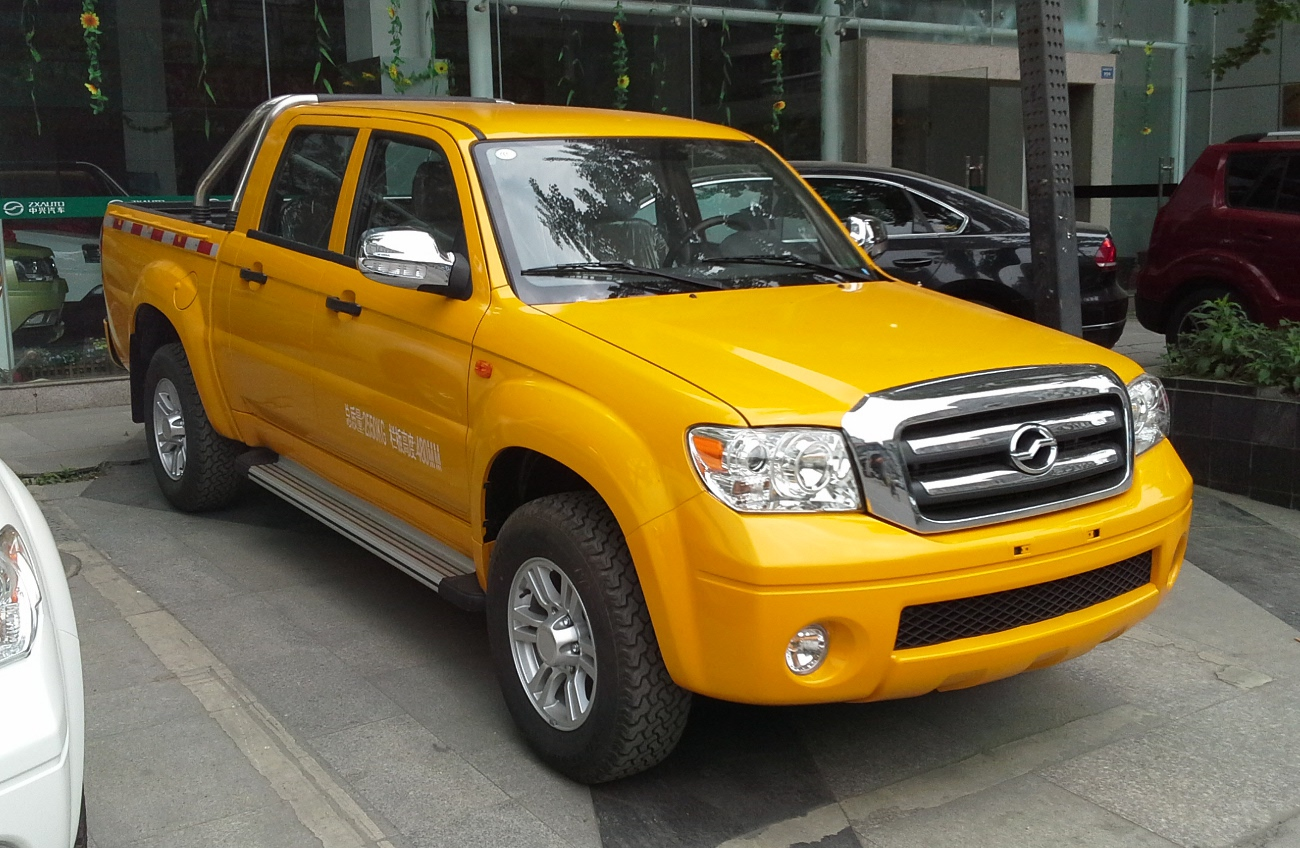
ZX Grand Tiger
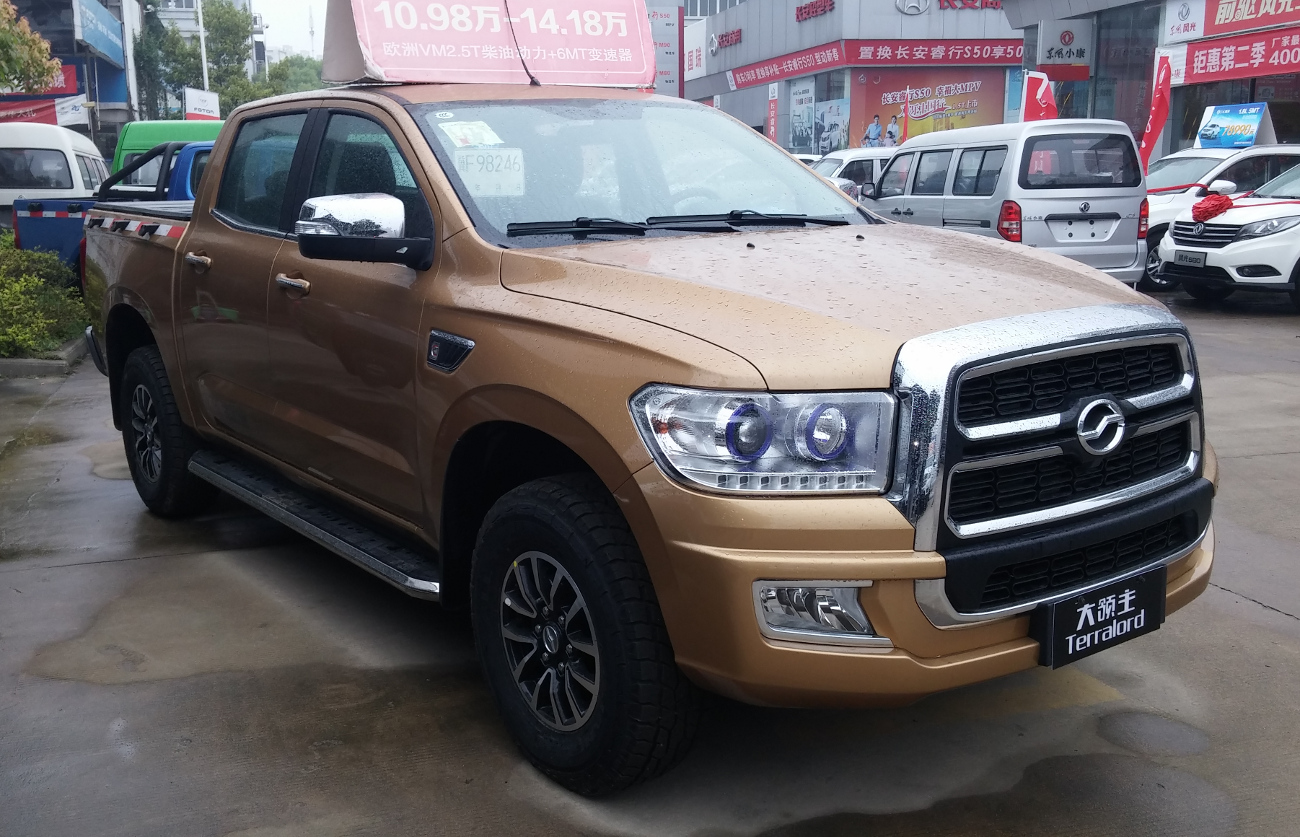
ZX Terralord
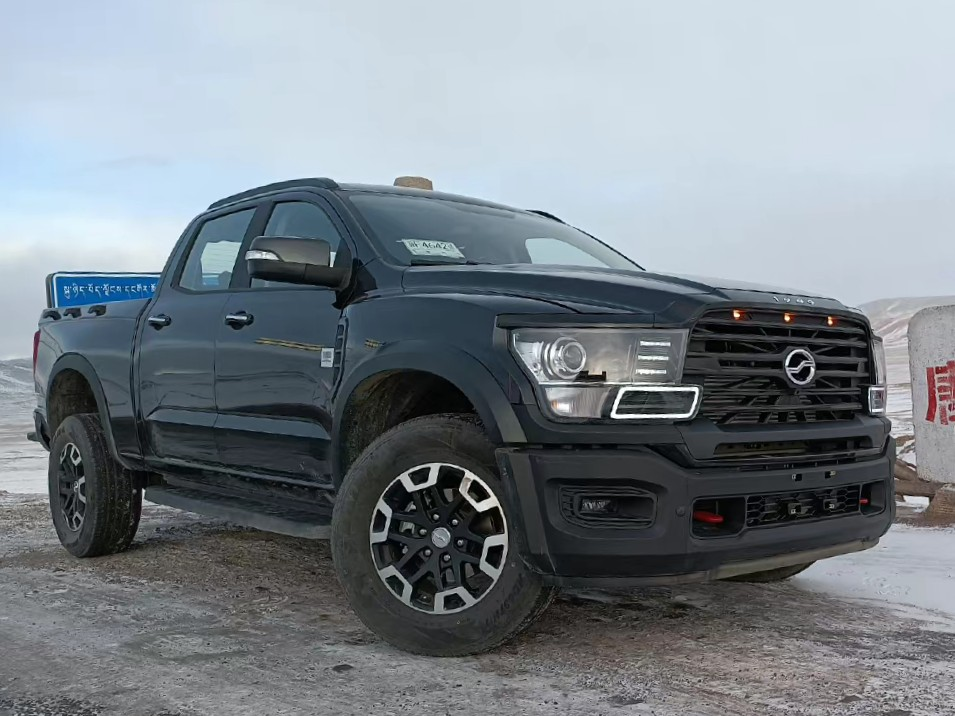
ZX Grand Lion

## В России

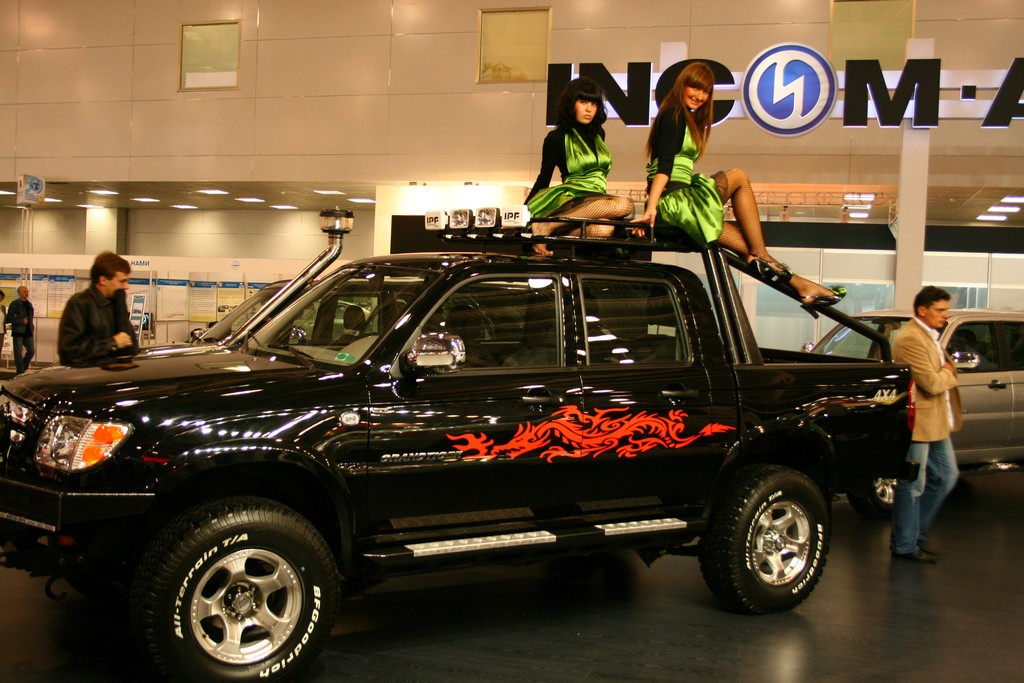
ZX Grand Tiger на автосалоне в Москве, 2008 год

В 2004—2008 годах компания присутствовала в России.
ZX Auto была первым автопроизводителем Китая официально поставившим автомобили в Россию: автодилер «Транс Сервис» из Новосибирска в 2004—2005 годах продал около 1500 пикапов ZX Admiral.
В конце 2005 года в городе Бийск Алтайского края на местного котельного завода БКЗ, который планировалось переделать под автомобильный, было поставлено 50 машинокомплектов Admiral для отвёрточной сборки,, затем в 2006—2008 годах крупноузловая сборка пикапов ZX внедорожника ZX Landmark была налажена на заводе «АМУР» в Новоуральске, пикап ZX Grandtiger поставляли из Китая. В 2007—2008 годах удалось продать 2200 внедорожников, однако, ZX Auto проиграла в ценовой войне с Great Wall, которая начала свою экспансию в Россию в 2005 году c пикапом Deer продав за год 3307 этих пикапов, после кризиса 2008 года компания ушла из России и больше не предпринимала попыток возвращения.